# Elatobia montelliella
Elatobia montelliella is een vlinder uit de familie echte motten (Tineidae). De wetenschappelijke naam is voor het eerst geldig gepubliceerd in 1951 door Schantz.
De soort komt voor in Europa.